# Alessandro Lanzoni
Alessandro Lanzoni (* 22. März 1992 in Florenz) ist ein italienischer Jazzmusiker (Piano, Komposition).

## Leben und Wirken
Lanzoni stammt aus einer Musikerfamilie. Seine Eltern sind bekannte Pianisten und seine Schwester Violinistin. Im Alter von fünf Jahren erlernte er das Klavierspielen. Bereits früh entwickelte er ein musikalisches Talent, das sich durch Kreativität- und Improvisationskunst auszeichnete. 2012 absolvierte er sein Studium am Jazzpiano mit Bestnote, Auszeichnung und ehrenvoller Erwähnung am Conservatorio Cherubini in Florenz; 2015 erwarb er am selben Konservatorium einen Master in Jazzkomposition und -arrangement.
Schon als Jugendlicher trat Lanzoni bei wichtigen italienischen Festivals auf. Nach seinem „Wunderkind“-Debüt beim Label Philology mit Ares Tavolazzi (I Should Care, 2006) und seinen Trioalben On the Snow (2007) und Poetical Lee (2009, unter Beteiligung von Lee Konitz) veröffentlichte CAM Jazz die Alben Dark Flavour (2013), Seldom (2014, im Trio mit Gast Ralph Alessi an der Trompete) und Diversions (2016, am Soloklavier). 2019 folgte dort im Trio mit Thomas Morgan und Eric McPherson das Album Unplanned Ways, in gleicher Besetzung bei Fresh Sound 2021 Mirage. Mit dem Trompeter Hermon Mehari legte er im selben Jahr das Duoalbum Arc Fiction vor. 2022 wurde er in Berlin von Igor Spallati am akustischen Bass und Ugo Alunni am Schlagzeug begleitet.
Lanzoni nahm außerdem Alben mit Aldo Romano New Blood, dem Alessandro Presti Quintet, Antonio Gallucci Quartet, Barbara Casini/Banda Dupla, Emanuele Primavera Quintet, Gaetano Partipilo and the Contemporary Five, Giovani Leoni 2, NickHead, Nico Gori 4et und dem Quartett von Roberto Gatto auf. Weiterhin hat er mit Musikern wie Kurt Rosenwinkel, Enrico Rava, Joe Sanders, Greg Hutchinson, Jeff Ballard, Larry Grenadier, Ambrose Akinmusire, Aaron Goldberg, Peter Bernstein, Ben Wendel, Miguel Zenon, Michael Blake, Walter Paoli, Fabrizio Bosso, Michelangelo Scandroglio oder Rosario Giuliani gespielt. Er tourte in Deutschland, Österreich, Kolumbien, Costa Rica, Panama, Israel, den Vereinigten Staaten sowie China, Niederlande, Belgien, Frankreich und Spanien.

## Preise und Auszeichnungen
Lanzoni gewann den Premio Massimo Urbani 2006, den ersten Preis bei Luca Flores in Florenz 2008, einen Preis als „bester junger Solist 2010“ in Paris, den Top Jazz 2013 von Musica Jazz als „bestes neues Talent des Jahres“ und 2014 den Memorial Tullio Besa.